# فرودگاه کیاوکپیو
فرودگاه کیاوکپیو  (به انگلیسی: Kyaukpyu Airport) یک فرودگاه با کد یاتا KYP است که یک باند فرود قیر دارد و طول باند آن ۱۴۰۲ متر است. این فرودگاه در کشور میانمار قرار دارد و در ارتفاع ۶ متری از سطح دریا واقع شده‌است.

## شرکت‌های هواپیمایی و مقصدهای پروازی
| شرکت‌های هواپیمایی         | مقصدهای پروازی       | Route    |
| ------------------------- | -------------------- | -------- |
| Myanmar National Airlines | سیتو، تاندوه، یانگون | Domestic |